# Panmure House
Panmure House foi uma casa de campo do século XVII na Paróquia de Panbride, em Angus, na Escócia, seis quilômetros ao norte de Carnoustie. Foi a sede do Conde de Panmure. Foi reconstruída no século XIX, e demolida em 1955.
A propriedade de Panmure foi herdada pela família Maule em 1224, e os restos do Castelo Panmure estão localizados próximo ao local da casa. Panmure House foi projetada pelo mestre pedreiro do rei John Mylne, embora ele morreu em 1667, antes de concluir a a obra. O cliente era George Maule, 2º Conde de Panmure (1619-1671). Com a morte de Mylne, o trabalho foi continuado por Alexander Nisbet, um pedreiro de Edimburgo, e o interior foi equipado por James Bain. Em algumas ocasiões no passado, o projeto foi creditado a William Bruce foi , e tinha aparentemente aconselhado o conde após a morte de Mylne, mas ele desenhou os portões e pilares do portão. Após a morte do 3º Conde, seu filho James, agora o 4º Conde, acrescentou alas.
O 4º Conde foi privado de seus títulos e propriedades depois de participar dos levantes jacobitas de 1715, entretanto Panmure passou para seus parentes, os condes de Dalhousie. Em 1852-1855, a casa foi ampliada na instigação de Fox Maule, pelo arquiteto David Bryce no estilo baronial escocês. Panmure House foi demolida em dezembro de 1955.
O Panmure Testimonial, um monumento de 32 metros desenhado por John Henderson e erigido em 1839 por William Maule, 1º Barão Panmure, permanece na propriedade.